# Тилемахос Кантос
Тилѐмахос Ка̀нтос (на гръцки: Τηλέμαχος Κάνθος; на английски: Telemachos Kanthos) е кипърски живописец, постимпресионист, гравьор, учител, и сценограф, един от бащите на кипърската графика и живопис. Известен е с пейзажите си, голяма част от които са посветени на родното му място и планината Троодос. Той е един от основателите и член на Кипърската камара по изящни изкуства Ε.ΚΑ.ΤΕ.

## Ранни години
Тилемахос Кантос е роден на 24 февруари 1910 година в село Алона в планинския район Пицилия. Родителите му са Хараламбос Кантос и Евгения Араби. Първите уроци по рисуване получава от баща си, учител и самоук художник, който бързо разбира, че синът му притежава голям талант. От 1923 до 1929 година учи в гимназия на Фамагуста. След завършването ѝ заминава за Атина, където планира да учи архитектура, но бързо се отказва и започва да посещава лекциите по изящни изкуства в Националната мецовска политехника. Там му преподават Умвертос Аргирос, Димитриос Бискинис, представителят на Мюнхенската школа Спирос Викатос и графикът Янис Кефалинос. Негови състуденти са, придобилите по-късно известност, Янис Царухис, Янис Моралис и Никос Енгонопулос. По време на студентските си години Кантос се възхищава от работите на гръцкия художник и преподавател в академията Константинос Партенис, както и на друг велик за времето си художник – Константинос Малеас, които оказват влияние върху бъдещото му творческо развитие. През втората година от следването си прави първата си самостоятелна изложба в Търговския клуб на Никозия.
Икономическите трудности стават причина през 1932 година Кантос да се завърне в Кипър, където в продължение на две години работи като преподавател в гимназията във Фамагуста. След това се завръща отново в Атина, където продължава обучението си в студиото на Спирос Викатос и ателието по графика на Янис Кефалинос. По препоръка на Кефалинос, Кантос постъпва на работа в графичното му ателие и със спечеленото успява да плаща таксите си за обучение. Показателни за работата му там са дърворезбите, направени по онова време, а качествата му на график го издигат до личен помощник на Кефалинос.

## Зрелост
След завършване на образованието си през 1938 година работи в Атина и Пирея, но с началото на Втората световна война се връща в Кипър и започва работа като преподавател по изобразително изкуство в Общокипърската гимназия. Там той се сблъсква със сериозни затруднения – от една страна финансови, а от друга е силно обезкуражен от артистично необразованата публиката в старана по онова време. Това го кара да замине за Гърция, където отново се занимава с графика.
Художникът излага картини на една от първите документирани публични изложби в Кипър, проведена през 1939 година във Фамагуста. По-късно показва свои произведения в Никозия и Атина. Заселва се в родното си село и се отдава на живописта и графиката. Картините, рисувани през тези години са показани през 1941 в Никозия. В тях за първи път се забелязва влечението му към експресионизма, течение, което е все още неизвестно на острова. Същото се отнася и за графиките му от този период.
През периода 1942 – 1944 година работи като преподавател по изобразително изкуство в гимназия на Фамагуста. Заедно с други млади интелектуалци се включва като сценограф и дизайнер на костюми към театъра. По същото време създава поредица от картини на тема „Женски пазар“, които днес се приемат като едно реалистично отражение на традиционния начин на живот в Никозия.
Петдесетте години на миналия век са много плодотворни за художника. Той пътува до Лондон, където среща и се сприятелява с бъдещия голям кипърски художник Христофорос Сава, който в този момент е студент в града. Известно време посещава лекции в училището по изящни изкуства „Heatherley“. Пътешествието му трае 5 месеца и при завръщането си обратно към Кипър художникът посещава Париж, Италия и Атина. Това дава възможност на Кантос да се запознае с европейското изкуство и някои от творбите на известни художници. Остава очарован и силно впечатлен от произведенията на Жан-Франсоа Миле, Никола Пусен, Клод Моне, Камий Коро и Пол Сезан. В по-късните му работи ясно се забелязва влиянието на Миле и Сезан по отношение на тематиката и използвания в картините му колорит, който се отличава с жизненост и чистота.
През 1951 година Кантос се установява за постоянно в Кипър, жени се за Зое Хариклиду и работи като учител в Общокипърската гимназия до 1969. Пикът на творческата му кариера е през 60-те години на века, когато е извоювана независимостта на острова от Великобритания, чак до турската инвазия. Това е време на еуфория в Кипър, което рефлектира и върху жизнерадостните творби на художника. Той рисува живописни картини с акварел и маслени бои и е силно пристрастен към графиката. Всичките му акварели са дълбоко поетични и лирични. Оттогава датират и идиличните му пейзажи, носещи лирични имена, подобни на тези, които Миле дава на своите картини. Такива са например картините „Село Алона“ (1964), „Навеси в следобедните часове“ (1968).
Гравюрите на Кантос са много по-монументални и са в ярък контраст с неговите картини. Те са енергични, драматични и обикновено със значителна изразителна сила. Създадени са пестеливо и носят мощно символично съдържание.
С цел да обогати познанията си за изящните изкуства и да проучи нови тенденции в живописта през 1963 година художникът отново пътува в чужбина като посещава Лондон, Амстердам, Брюксел и Париж. Една година по-късно, заедно с други кипърски художници, основава Кипърската камара по изящни изкуства E.KA.TE.

## Турска инвазия
След драматичните събития по време на турската инвазия Кантос няма желание повече да рисува идилични пейзажи. Вместо това създава цикъл от графики с общото заглавие „Тежки времена“ (1976 – 1978). В него той отразява драмата на хората след турското нашествие, създавайки серия образи, изпълнени с болка и мъка. Това са 11 дърворезби, някои от които са „Четирима затворника“ (1976), „Черното лято на 1974“ (1977), „Бягство“ (1977). Сам той пише, че тези творби представляват свидетелство за времената, в които живее, и са изработени в знак на протест.
През 1979 година Кантос е удостоен с наградата на Академията в Атина за цялостното си творчество и за значителния му принос за развитието на културата, а през 1984 за цикъла си „Тежки времена“ получава първа награда на ХV биенале в Александрия. Между 1981 и 1993 година той прекара известно време във Виена, където живеят дъщерите му, като усилено рисува.
Художникът продължава да твори, независимо от здравословните проблеми, които се появяват през 1978 година. Тъй като не може повече да излиза, той създава серия картини, на които са изобразени дворът и градината на дома му – „Зелени бадемови дървета на хълма“ (1085), „Цветя в градината на дома ми“(1986), „Червените покриви на Алона“ (1989). Предчувствайки края си, през 1985 създава пейзаж, който нарича „Последен пейзаж“ и той наистина остава един от последните в неговия живот.
През живота си художникът участва в множество изложби на различни места по света – Кипър, Гърция, САЩ, Австралия, Югославия, Унгария, Китай и другаде. Кантос умира в Никозия на 18 ноември 1993 година, като остава един от художниците, дали много за живописта, графиката, театралното изкуство и културата на Кипър.(4)
След смъртта му Tetrakis Films Ltd в Никозия прави документален филм за живот му със сценарист и продуцент Пасхалис Папапетру.